# Екваторијална Гвинеја на Светском првенству у атлетици у дворани 2014.
Екваторијална Гвинеја је на Светском првенству у атлетици у дворани 2014. одржаном у Сопоту од 7. до 9. марта учествовала седми пут. Репрезентацију Екваторијалне Гвинеје представљала је једна такмичарка која је учествовала у трци на 60 метара.,
На овом првенству Екваторијална Гвинеја није освојила ниједну медаљу. Није било нових националних, личних и рекорда сезоне.

## Учесници
Жене:
- Марлен Мевонг Мба — 60 м

## Резултати

### Жене
| Атлетичарка       | Дисциплина | Лични рекорд | Група    | Група      | Полуфинале            | Полуфинале            | Финале                | Финале  | Детаљи |
| Атлетичарка       | Дисциплина | Лични рекорд | Резултат | Место      | Резултат              | Место                 | Резултат              | Место   | Детаљи |
| ----------------- | ---------- | ------------ | -------- | ---------- | --------------------- | --------------------- | --------------------- | ------- | ------ |
| Марлен Мевонг Мба | 60 м       | 7,99         | 8,05     | 7. у гр. 6 | Није се квалификовала | Није се квалификовала | Није се квалификовала | 42 / 43 |        |